# 德方鼎

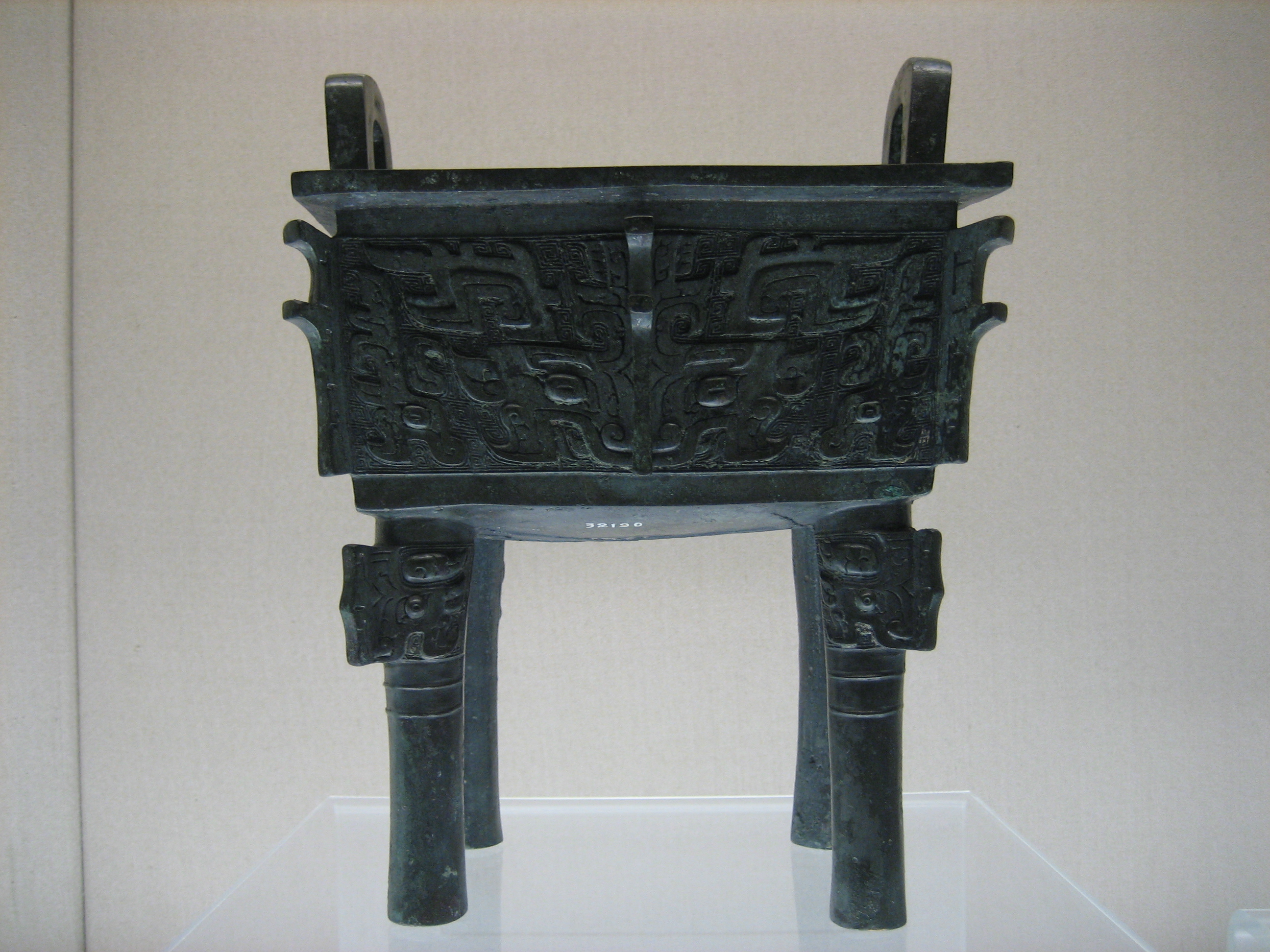
德方鼎

德方鼎，西周早期，中国国宝级青铜器，现收藏于上海博物馆。该鼎铭文24字，为中国的文字演化史提供了资料，对历史学、考古学和文字学的研究具有极高的价值。 

## 器形
德方鼎是青铜器中的饪食器，铸于西周成王年间，通高24.4厘米，口纵14.2厘米，口横18厘米。口沿的两边，有两只立耳，折沿浅腹、柱足细长。鼎的腹饰为兽面纹，两侧的龙形纹以细雷纹为地，足上端饰牛首纹，纹饰十分清晰规整。

## 铭文
在它的腹内底部，铸有铭文24字，隶定为：
惟三月 王在成周 延武王福自蒿 咸 王易德贝廿朋 用作宝尊彝

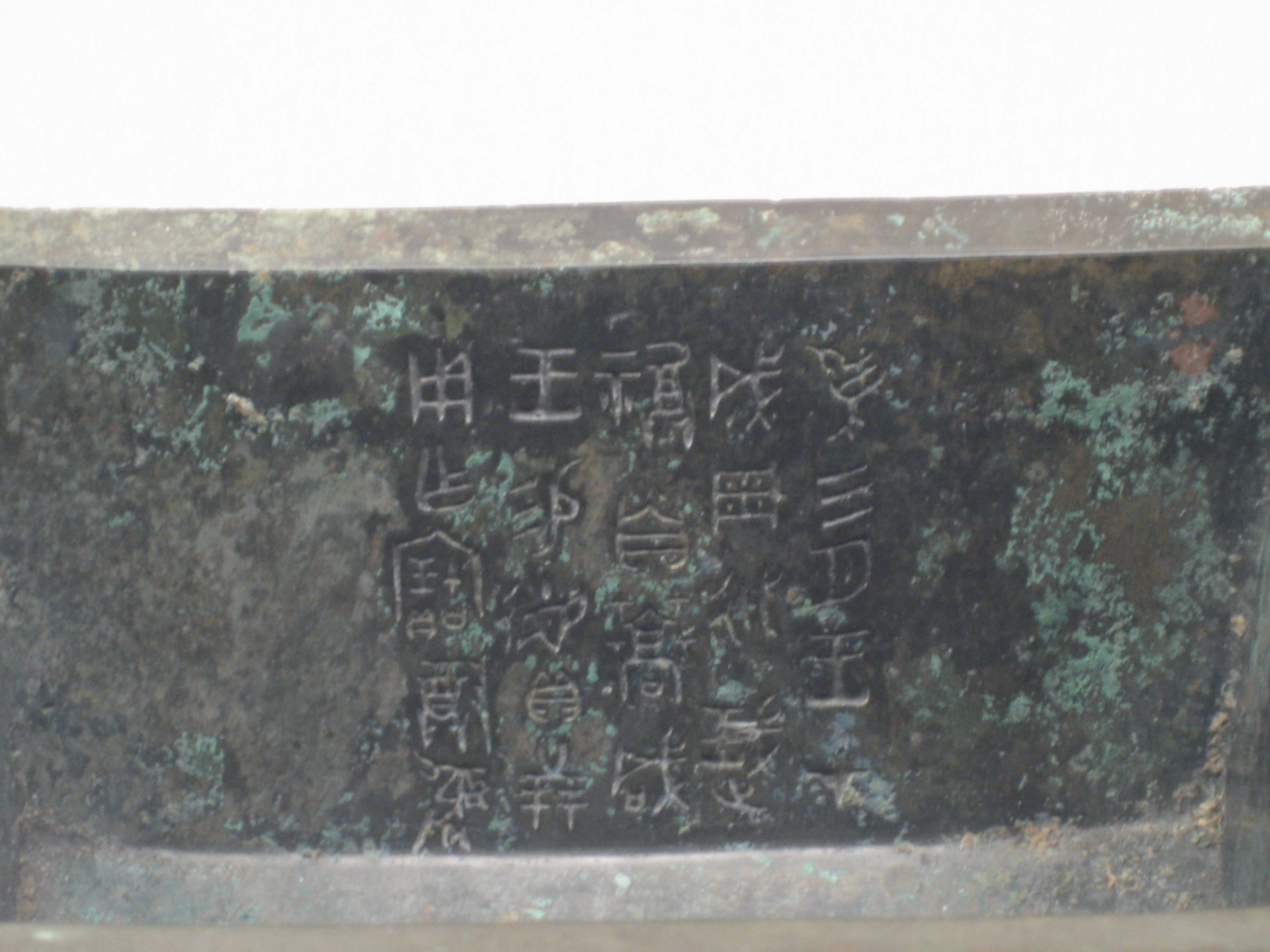
德方鼎銘文

铭文记载了周成王在东都成周为武王举行祭祀一事，因掌管祭祀的贵族“德”受到成王认可，赏赐给他20串珍贵的贝壳。德之后铸造礼器以示荣耀于后人，此鼎即在其中，此外还有一圆鼎——德鼎（现收藏于上海博物馆）。其中，“蒿”即是“镐”，现今陕西西安附近，周武王灭商后在此建都。“成周”，在现今洛阳附近，武王的继任成王诏令召公和周公在此建立东都，从而加强对东部地区的统治。这些铭文不仅证实了文献的记载，还弥补了记载的不足。
德方鼎中的铭文有些字有所简化，比如“德”在铭文中由双立人和直组成，表示行为端直；而同时代的另一个德字，下面又加了心，表意更为抽象。郭沫若推测周代时繁形的字体和简化字都在社会使用。